# Rudolph Alexander Hehl
Rudolph Alexander Hehl (* 18. Juli 1839 in Kassel; † 28. Mai 1911 in Wiesbaden) war ein deutscher Geologe.

## Leben
Rudolph Alexander Hehl besuchte die Gymnasien in Marburg und Kassel. Nach dem Wechsel auf die höhere Gewerbeschule in Kassel spezialisierte er sich auf das Berg- und Hüttenfach. Ende des Jahres 1859 wanderte Hehl nach Brasilien aus. Bis 1869 war er für private und staatliche Stellen als Ingenieur im Bereich Eisenbahnwesen tätig. Ab 1869 war er als leitender und als Ober-Ingenieur mit den Vorarbeiten und dem Bau von Eisenbahnen beschäftigt und wurde General-Unternehmer mehrerer Eisenbahnen in Rio de Janeiro und Minas Gerais. In seinem letzten Werk über den Bau von Eisenbahnen in den Tropen zieht er Schmalspurbahnen vor und behandelt, nachdem er verschiedene Spurweiten verglichen hat, die technischen Vorarbeiten sowie die Betriebskosten.
Hehl führte in Brasilien mehrere Untersuchungen über Erzlagerstätten durch und veröffentlichte in Petermanns Geographischen Mitteilungen über die geologischen Verhältnisse des Küstengebietes in Mittelbrasilien.
Die Philipps-Universität Marburg ehrte Rudolph Alexander Hehl 1883 mit der Ernennung zum Ehrendoktor.
Am 27. März 1885 wurde er zum Mitglied (Matrikel-Nr. 2515) der Leopoldina gewählt.

## Schriften
- Das brasilianische Küstenland zwischen dem 21. und 23.° Südlicher Breite. Eine geographisch-geologische Skizze. In: Petermanns Geographische Mitteilungen, 28, 1882, S. 443–447 (Textarchiv – Internet Archive).
- Die deutsche Colonisation in Süd-Brasilien. In: Petermanns Geographische Mitteilungen, 28, 1882, S. 456–466 (Textarchiv – Internet Archive).
- Über die vegetabilischen Schätze Brasiliens und seine Bodenkultur. In: Nova Acta Leopoldina. 49, 1887 (biodiversitylibrary.org Digitalisat).
- Über die Entwicklung der Einwanderungsgesetzgebung in Brasilien. In: Schriften des Vereins für Socialpolitik, 72, Leipzig 1896, S. 273–302.
- Eisenbahnen in den Tropen. Spurweiten, Bau und Betrieb. Siemenroth, Berlin 1902.